# 리헤이
리헤이(본명:이혜인 1990년 4월 17일 ~)는 대한민국의 댄서이다.

## 학력
- 대정여자고등학교 졸업
- 백제예술대학교 실용댄스과 전문학사

## 방송
- 스트릿 우먼 파이터 (2021) - 4위
- 해치지 않아 X 스우파 (2022)
- 뚝딱이의 역습 (Any Body Can Dance) (2022)
- 놀면 뭐하니? (2022) - WSG 워너비 멤버 선발 오디션 Top15

## 공연
- 스트릿 우먼 파이터［ON THE STAGE］ (2021-2022)
- 쾌락명절 <2022 경록절> (2022)
- 2022 서원밸리 자선 그린콘서트 (2022)
- 2022 스트릿 우먼 파이터 리유니온 콘서트 [THE NEXT ERA] (2022)

## 경력
- 한국 국제예술원 실용무용과 / 힙합 교수
- 한양대학교 미래인재교육원 실용무용과 / 힙합 교수